# Bareldonkkapel

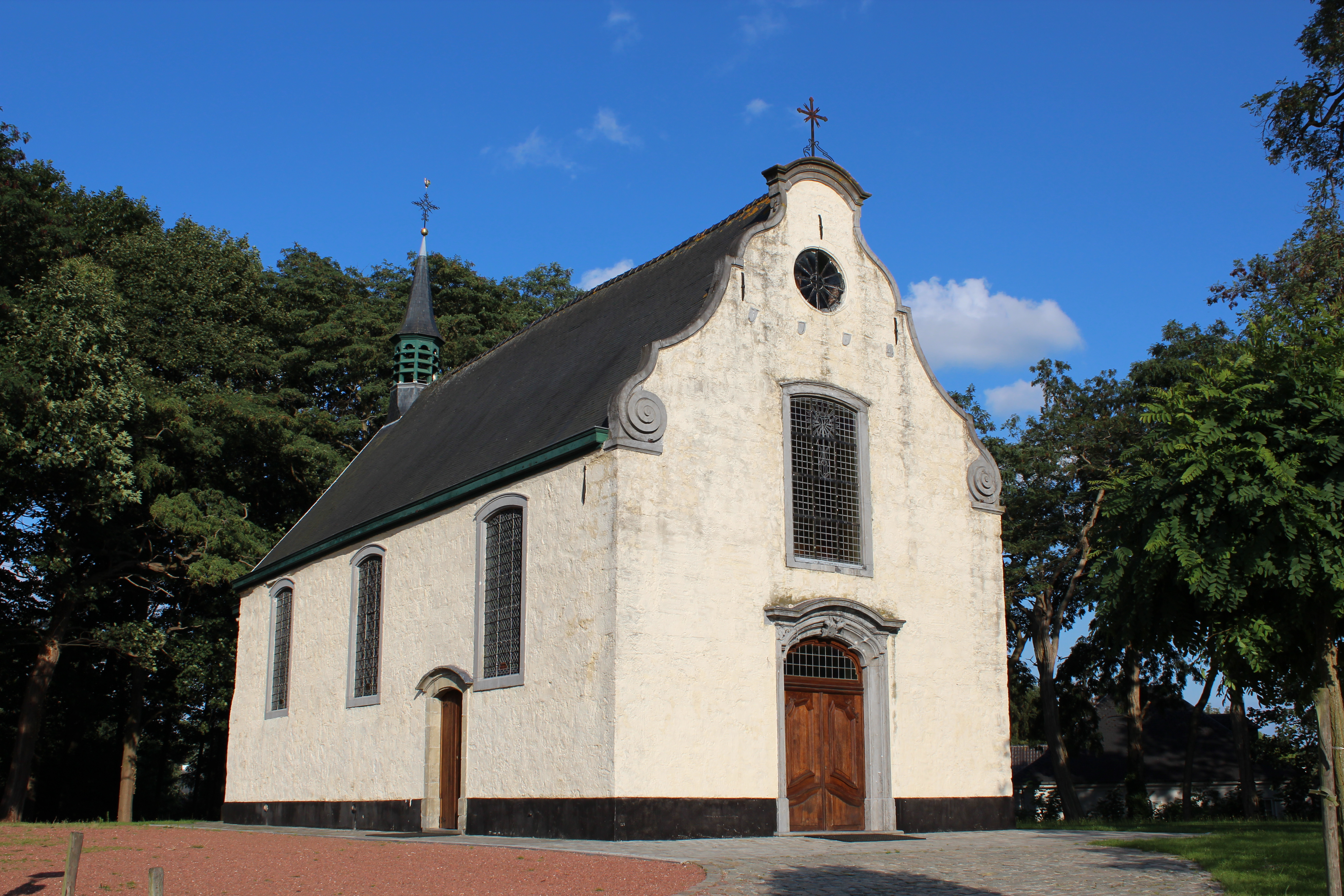
De Bareldonkkapel

De Bareldonkkapel, Donkkapel of Kapel van Onze-Lieve-Vrouw van Zeven Weeën is een kapel in het gehucht Donk in de Belgische gemeente Berlare. De Bareldonkkapel staat schuin ingeplant op de zuidwestelijke flank van de Kapelleberg (16 meter), de hoogste rivierduin in de oude Scheldemeander van Berlare.

## Geschiedenis
Over de vroege geschiedenis van de kapel is weinig bekend. Ze klimt zeker op tot begin 14e eeuw, getuige geglazuurde bakstenen tegeltjes met typisch Vlaamse motieven die in 1959 onder de vloer van het koor werden gevonden. Mogelijk werd de kapel opgericht door de plaatselijke heren die de heerlijkheid Bareldonk in hun bezit hadden.
Mogelijk werd de kapel in de 15e eeuw vergroot of heropgebouwd.
In de 16e eeuw vermeldde Antoon de Mortagne, toenmalig heer van Bareldonk, dat de kapel door zijn voorouders werd gesticht.
In 1585 werd er melding gemaakt van vernielingen tijdens de godsdiensttroebelen. Na de restauratie werd de kapel in 1639 opnieuw ingewijd door Antonius Triest, de bisschop van Gent. In 1652 werd de kapel toegewijd aan Onze-Lieve-Vrouw van Zeven Weeën en werd een ommegang opgericht met houten kapelletjes, opgehangen aan de muren van de kapel.
Tussen 1771 en 1774, toen de heerlijkheid van Berlare en het kleinere Bareldonk (deels) in handen waren van de familie vanden Meersche, werd de kapel verbouwd in rococo/Lodewijk XV-stijl. De voorgevel werd aangepast, vensteropeningen gewijzigd, een nieuw klokkentorentje werd geplaatst, het interieur kreeg een stucplafond en tegen de zuidkant van het koor werd een kleine sacristie aangebouwd. Het altaar werd in 1774 gewijd door de Gentse bisschop Govaart Geeraard van Eersel.
In 1887 werd Bareldonk erkend als proosdij, deels gelegen op het grondgebied van Berlare en deels dat van Uitbergen, met de Bareldonkkapel als bidplaats, afhangend van de Sint-Martinuskerk in Berlare.
In 1935 werd er een calvarieberg met levensgrote beelden (gemaakt door Aloïs De Beule) en zeven kapelletjes aan het bedevaartsoord toegevoegd. De Bareldonkkapel is een beschermd monument sinds 1942.
In augustus 2009 beweerde de Gentse advocaat Johan Vanden Abeele dat het verdwenen paneel De rechtvaardige rechters verborgen is in een van de kapelletjes op de calvarieberg achter de Bareldonkkapel.